# Skimmia japońska
Skimmia japońska (Skimmia japonica) – gatunek rośliny z rodziny rutowatych. Jest gatunkiem typowym rodzaju skimmia. Występuje naturalnie w Japonii, Korei w Chinach i na Tajwanie.

## Morfologia
PokrójW naturze przybiera postać dużego i rozłożystego krzewu (do 7 m wysokości). Uprawiane w umiarkowanych szerokościach geograficznych rzadko przekraczają 1,5 m wysokości. Roślina dwupienna, choć poprzez krzyżówki z innymi gatunkami skimmii uzyskano hybrydy obupłciowe. Wszystkie części rośliny są trujące i rozgniecione wydzielają ostry aromat.
LiścieTrwałe, zimozielone. Lekko skórzaste, lancetowate, osiągają 7–10 cm długości.
KwiatyDrobne, o słodkim zapachu i białym lub kremowym kolorze. Rozkwitają w kwietniu i mają. Są zebrane w gęste wiechy, które pojawiają się już jesienią i przez kilka zimowych miesięcy różowe pączki są ozdobą rośliny.
OwoceMięsiste pestkowce koloru czerwonego o 6–12 mm średnicy, zawierające jedno nasienie.

## Systematyka
Pozycja systematyczna według APweb (2001...)
Jest to gatunek z rodzaju skimmia, należący do rodziny rutowatych (Rutaceae Juss), rzędu mydleńcowców (Sapindales) Dumort., kladu różowych (rosids) w obrębie klasy roślin okrytonasiennych.
| Kwiaty | Owoce | Pokrój |

## Zastosowanie
W krajach klimatu umiarkowanego skimmia japońska jest uprawiana jako roślina ozdobna, wysadzana zarówno do pojemników jak i gruntu. Wymaga stanowiska jasnego do cienistego, bez bezpośredniego słońca i niezbyt gorącego. Zbyt odsłonięte stanowisko powoduje żółknięcie liści. Gleba lekko kwaśna (pH 4,5–5,5), nie toleruje przesuszenia. Mrozoodporna, jednak przy ostrych mrozach lepiej ją osłaniać, zwłaszcza młode okazy.

Powstało wiele hybryd i form uprawnych, najpopularniejsze z nich:

‚Emerald King‘,

‚Fragrans‘,

‚Keessen‘,

‚Kew White‘,

‚Nymans‘,

‚Rubella‘,

‚Rubinetta‘,

‚Ruby Dome‘,

‚Veitchii‘, zwana też ‚Foremannii‘,

‚Wanto‘,

‚White Gerpa‘.